# 박기현 (축구 선수)
박기현(한국 한자: 朴基賢, 2004년 4월 10일 ~ )은 대한민국의 축구 선수로, 포지션은 윙어이다. 현재 K리그1 강원 FC 소속이다.

## 유소년 시절
유스 시절 팀의 핵심 선수로 활약하면서 K리그 주니어 전기리그 우승과 강원도협회장배 축구대회 우승을 이끌었으며, K리그 주니어에서는 15경기 6골 4도움을 기록했다.

## 클럽 경력
2023년에 강원 FC 최초로 준프로 계약 선수로서 입단하게 되면서프로 커리어를 시작하게 되었다.

## 플레이 스타일
왕성한 활동량과 빠른 스피드를 지닌 선수로 중앙 공격수 자리와 윙포워드 자리 모두 소화가 가능하다.

## 수상 내역

### 대회 기록
서울대동초등학교 (2016)
- 전국 초등 축구리그 왕중왕전 ● 우승: 2016[1]

강릉제일고등학교 (2020 ~ 2022)
- K리그 주니어 전기리그 ● 우승: 2022
- 강원도협회장배 축구대회 ● 우승: 2022

## 참고 자료
- 강원FC, U18 박기현-조현태 구단 첫 준프로 계약 “최초 타이틀에 누가 되지 않게 최선 다할 것” - 강원 FC